# 饶立新
饶立新（1965年12月—），男，汉族，江西临川人，中华人民共和国政治人物。曾任国家税务总局总审计师、总会计师、总经济师。曾任国家税务总局副局长。

## 生平
1983年毕业于江西省临川县第二中学，1985年12月加入中国共产党，1987年毕业于江西财经学院税务专业，进入江西省税务局工作，历任宜春市税务局第二税务所专管员，江西省税务局税政三处、法制处科员、涉外税政处副处长等职。1994年国税和地税分离后，历任江西省国家税务局涉外税收管理处副处长、流转税管理处处长等职。1996年3月至1999年5月，在浙江大学经贸学院在职研究生学习，获经济学硕士学位。2001年9月至2005年12月，在华中科技大学管理学院在职研究生学习，获管理学博士学位。
2003年，通过全国公开选拔党政领导干部考试。2004年3月，任北京市国家税务局总经济师。2006年7月，任北京市国家税务局副局长，分管督察内审处、稽查局、第一直属税务分局。2006年9月至2009年6月，在江西财经大学公共管理学院在职研究生学习，获经济学博士学位。
2012年9月，任国家税务总局货物和劳务税司副司长。2014年2月，升任国家税务总局纳税服务司司长。2016年2月，改任国家税务总局征管和科技发展司司长。2019年9月至2020年1月，在中共中央党校中青年干部培训一班学习。2020年9月，任国家税务总局总审计师。2021年6月，改任国家税务总局总会计师。2021年12月，任国家税务总局总经济师。2023年3月6日，任国家税务总局副局长。
2025年5月29日，卸任国家税务总局副局长，由蔡自力接任。

## 荣誉
- 第六届“中国青年科技创新优秀奖”（共青团中央、全国青联，2003年）[7]
- 第十二届“江西十大杰出青年”（共青团江西省委，2003年）[8]

## 出版物
《地方税学》《“入世”与企业经营战略》《中国印花税与印花税票》等。